# Gustav Ludwig Hertz
Gustav Ludwig Hertz (Hamburgo, 22 de julho de 1887 — Berlim, 30 de outubro de 1975) foi um físico alemão. Como físico desenvolveu a teoria das funções, foi laureado com o Nobel de Física de 1925, juntamente com James Franck.

## Vida
Hertz nasceu em Hamburgo, filho de Auguste (nascida Arning) e do advogado Gustav Theodor Hertz (1858-1904), seu tio paterno era Heinrich Rudolf Hertz. Gustav começou sua carreira trabalhando como técnico de laboratório. Tendo se tornado professor, realizou experimentos em física atômica na Universidade de Berlim, mas, tendo se afastado do ambiente acadêmico, mudou-se para a União Soviética, onde voltou a lecionar na Universidade de Moscou. Em 1913 estudou com James Franck o potencial de ionização dos átomos dos diferentes elementos, observando que a energia de impacto destes com os elétrons é absorvido, apenas de maneiras predeterminadas, pelos átomos. Essas pesquisas contribuíram para os desenvolvimentos subsequentes da física atômica. Prêmio Nobel em 1925 com James Franck.

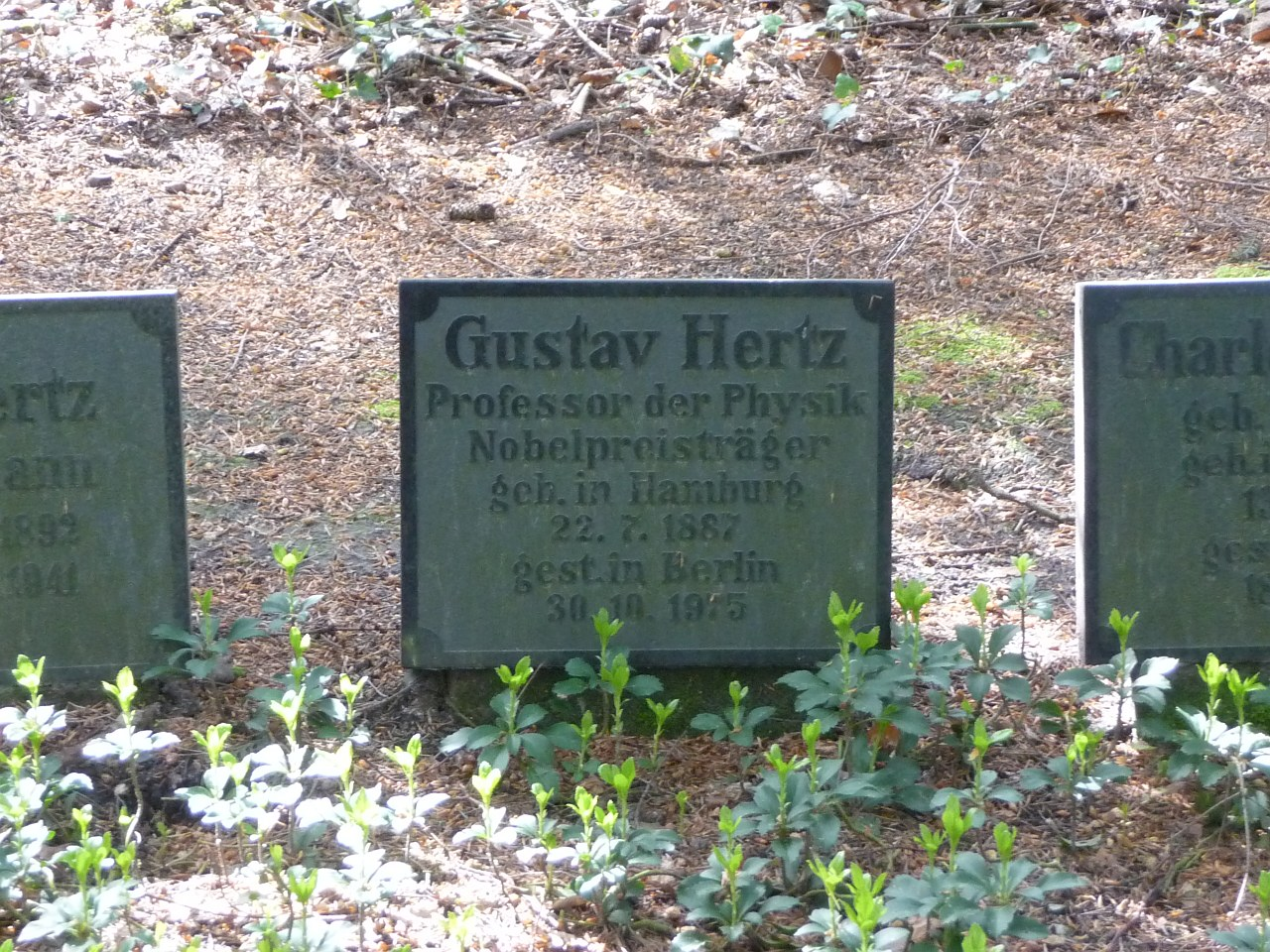
Sepultura de Gustav Hertz no Cemitério de Ohlsdorf em Hamburgo

## Publicações
- Franck, J.; Hertz, G. (1914). «Über Zusammenstöße zwischen Elektronen und Molekülen des Quecksilberdampfes und die Ionisierungsspannung desselben». Verh. Dtsch. Phys. Ges. 16: 457–467
- Gustav Hertz Über das ultrarote Adsorptionsspektrum der Kohlensäure in seiner Abhängigkeit von Druck und Partialdruck. (Dissertation). (Vieweg Braunschweig, 1911)
- Gustav Hertz (editor) Lehrbuch der Kernphysik I-III  (Teubner, 1961–1966)
- Gustav Hertz (editor) Grundlagen und Arbeitsmethoden der Kernphysik (Akademie Verlag, 1957)
- Gustav Hertz Gustav Hertz in der Entwicklung der modernen Physik (Akademie Verlag, 1967)